# LX Андромеды
LX Андромеды (лат. LX Andromedae) — карликовая новая, двойная катаклизмическая переменная звезда типа U Близнецов (UG) в созвездии Андромеды на расстоянии приблизительно 1758 световых лет (около 539 парсеков) от Солнца. Видимая звёздная величина звезды — от +16,5m до +12,2m.

## Характеристики
Первый компонент — аккрецирующий белый карлик спектрального класса pec(UG).